# María Magdalena Domínguez
María Magdalena Domínguez Domínguez (Mos, 11 de julio de 1922-18 de agosto de 2021) fue una poeta española.

## Biografía
María Magdalena Domínguez Domínguez nació en la aldea de Mos, en la provincia de Pontevedra. Desde muy joven fue muy aficionada a la lectura, especialmente de poesía y siempre tuvo una gran inquietud por aprender.
Aprendió a leer y escribir gracias a su madre, quien le enseñó también a hablar en castellano, hasta que empezó a ir a la escuela. Empezó a escribir poesía y durante años nadie de su entorno lo supiera.  Dedicó muchos de sus poemas a su marido, entre otros Alborada do Val da Louriña, que tardó 30 años en publicarse, en 1986.
Sus primeras lecturas e inspiraciones, las tomó ya en la escuela leyendo a Rosalía de Castro de quien quedó muy impactada. También admiradora de Daniel R. Castelao y Álvaro Cunqueiro entre otros.
En una ocasión participó en una representación teatral en O Porriño, de la obra de Castelao Os vellos non deben namorarse, añadiendo ella al título "das mozas novas" (de las jóvenes), que actualmente sigue conservando su versión.
El Ayuntamiento de Mos, en 2016 le rindió un homenaje por su 94 cumpleaños, reconociendo su mérito al ser una de las tres mejores poetas gallegas autodidactas.

## Obras en gallego

### Poesía
- Alborada do Val da Louriña,1986 (Primera edición).
- Colleita de soños tristes, 1990.
- Alborada do Val da Louriña, 1992 (segunda edición).
- Retrancas, 1993.
- Sementeira de soños, 1994.
- Amores na lúa, 1998.
- Tempos de chorar, 2001.
- ¿A quen lle dou unha estrela?, 2005, Asociación Galega para a Cultura e a Ecoloxía.
- Alma de can, 2009, Asociación Galega para a Cultura e a Ecoloxía.

### Literatura infantil-juvenil
- O baúl das lembranzas: poemas para nenos, 2005, Asociación Galega para a Cultura e a Ecoloxía.

## Obras en castellano

### Poesía
- Un nuevo amanecer, 1991.
- Como él manantial, 1993.
- Mariposas de invierno, 1994.
- En el doblaron lanas campanas, 1998.
- Sueños de cristal, 2001.
- Golondrinas en él cielo, 2005.